# Suimanga variable
El suimanga variable (Cinnyris venustus) és un ocell de la família dels nectarínids (Nectariniidae).

## Hàbitat i distribució
Habita boscos oberts, sabanes i encara ciutats al Senegal, Gàmbia, sud-oest de Mali, Burkina Faso, Sierra Leone, sud-est de Guinea, Libèria, Costa d'Ivori, Ghana, Togo, Benín, Nigèria, Camerun, República Centreafricana, Sudan del Sud i oest, centre, sud i est d'Etiòpia, Eritrea i Somàlia, cap al sud, a través de l'oest, centre i est d'Uganda, Ruanda, Burundi, oest, sud, sud-est i est de Kenya, Tanzània, Malawi fins al centre de Moçambic, nord i est de Zimbabwe i nord-est de Sud-àfrica i, cap a l'oest, a través de Zàmbia i sud, est i nord-est de la República Democràtica del Congo fins Angola, sud de Gabon i la República del Congo.